# Коман Кулібалі
Коман Кулібалі (фр. Koman Coulibaly, нар. 4 липня 1970, Бамако) — футбольний арбітр з Малі. Арбітр ФІФА з 1999 року, обслуговує міжнародні матчі з 2001 року. Обслуговував фінальний матч між Ганою та Єгиптом на Кубку африканських націй 2010. Обслуговував матчі чемпіонату світу 2010.